# سمسمية

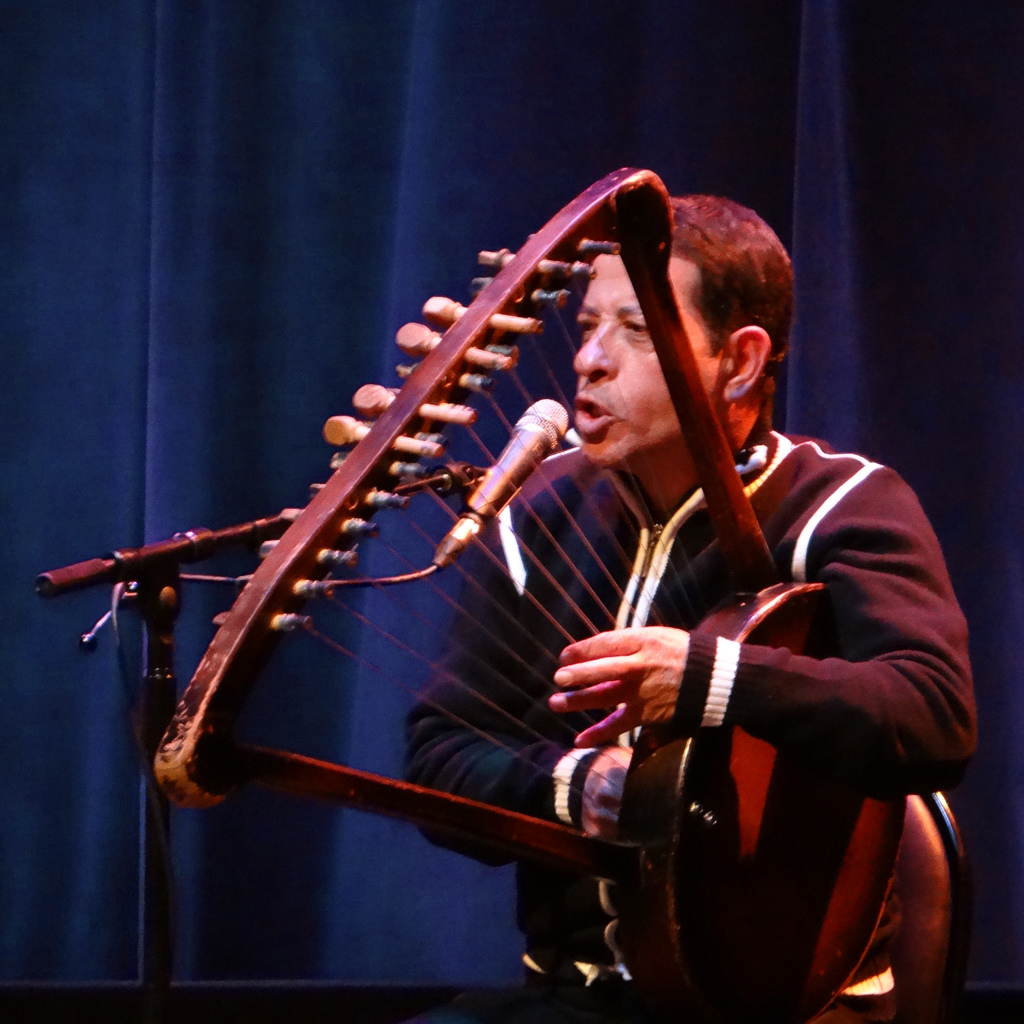
فرقة الطنبورة تعزف السمسمية

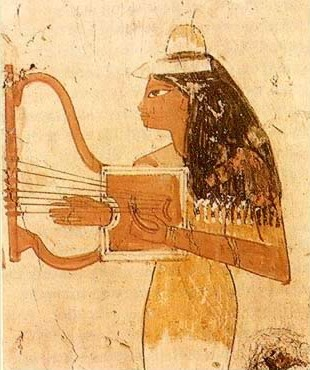
سمسمية مصرية قديمة

السمسمية هي آلة وترية مصرية محلية لها جذورها في مصر القديمة. تُستخدم في مصر في أنواع معينة من الموسيقى المصرية.

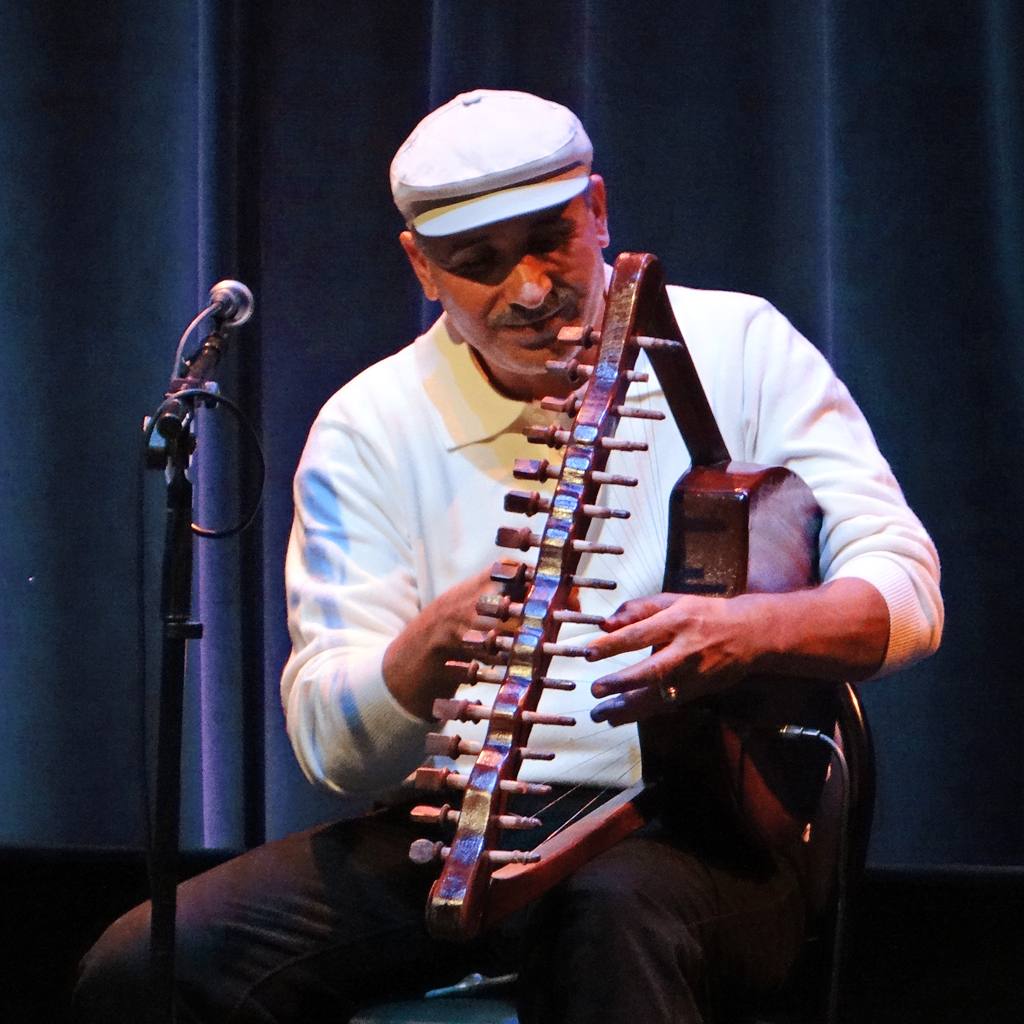
سمسمية تعزفها فرقة مصرية

تستخدم السمسمية في نوع موسيقي مصري من الموسيقى الشعبية يعرف باسم موسيقى السواحلي، وهي نوع من الموسيقى المصرية الشعبية من الساحل الشمالي للبلاد والتي تعتمد على الآلات الموسيقية المصرية القديمة. ربما جرى إدخال السمسمية إلى الساحل الشمالي للبلاد من وادي النيل في القرن التاسع عشر بواسطة عمال مصريين في قناة السويس. كما أنها تستخدم في أنواع أخرى من الموسيقى المصرية. تشمل الفرق الموسيقية المصرية المعروفة التي تتميز بالسمسمية كأداة رئيسية فرقة الطنبورة التي تستخدم آلات مصرية قديمة أخرى.
غالبًا ما تستخدم السمسمية لمصاحبة رقصة مصرية تسمى البامبوتية، وكذلك بين مجموعات الموسيقيين المصريين المعروفة باسم الصباجية في مدينتي بورسعيد والإسماعيلية.
تُستخدم أحيانًا في البلدان الأخرى المجاورة لمصر أيضًا.

## أصول السمسمية

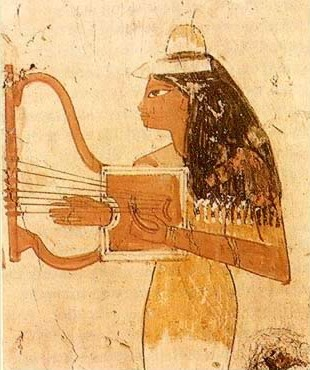
سيدة مصرية قديمة تعزف السمسمية التي ابتكرها قدماء المصريين.

- أصل آلة السمسمية هي آلة الكنارة الفرعونية[4] وكانت آلة الكنارة المصرية القديمة تشبه إلى حد كبير آلة الهارب الحالية إلا أنها أصغر حجما وبعدد سبعة أوتار مصنوعة من أمعاء الحيوان.

- وصلت السمسمية إلى مدن القناة عن طريق أهل صعيد مصر الذين عملوا في حفر قناة السويس، وتطورت إلى آلة السمسمية الحالية وهي عبارة عن علبة من الخشب أو قصعة أو طبق صاج مشدود عليه جلد رقيق ولها ذراعان متباعدان يسميا المداد يربطمها ذراع ثالث على هيئة قاعدة المثلث تسمى حمالة، ويتم ربط الأجزاء بخيوط قوية من أعصاب الطور وتزين بالخرز والنقوش والدلايات ويكثر استخدامها في الزار وتتبع السلم السباعى Diatonic Scale. ثم كان التطور إلى آلة السمسمية التقليدية الحالية مما يدل على أنها آلة مصرية خالصة.[8]

## دور السمسمية في المقاومة الشعبية في مصر
لعبت آلة السمسمية في فترة حرب الاستنزاف في مصر دورًا مهمًا جدًا؛ حيث كانت الأداة الأولى، والأكثر تأثيرًا في الحرب الأعلامية؛ حيث استخدمها سكان القناة البسطاء لتأجيج مشاعر الوطنية والمقاومة عند المصريين.
- ومن أشهر الأغانى التي كانت في هذة الفترة أغنية غني يا سمسمية وتقول كلماتها:

"غني يا سمسمية
لرصاص البندقية
ولكل إيد قوية
حاضنة زنودها المدافع
غني للمدافع
وللي وراها بيدافع
ووصي عبد الشافع
يضرب في الطلقة مية"